# Human Fertilisation and Embryology Authority
Die Human Fertilisation and Embryology Authority (HFEA), deutsch: Behörde für menschliche Befruchtung und Embryologie, ist die Regulierungs- und Überwachungsbehörde für alle Kliniken in Großbritannien, welche künstliche Befruchtungen (In-vitro-Fertilisation) oder Inseminationen durchführen, sowie für alle Samen-, Eizellen- bzw. Embryo-Banken des Landes. Die HFEA ist außerdem zuständig für die Genehmigung und Überwachung der gesamten in Großbritannien durchgeführten Forschung an menschlichen Embryonen. Des Weiteren kann die HFEA auch Vorschläge für aus ihrer Sicht notwendige Änderungen im Bereich des Rechtes der künstlichen Befruchtung bei den britischen Gesetzgebungsinstanzen einreichen.
Sie ist organisatorisch gesehen eine öffentliche Körperschaft, die nicht direkt in die Strukturen eines Ministeriums eingegliedert ist (Non-Departmental Public Body), wird aber dem britischen Gesundheitsministerium (Department of Health) zugeordnet.

## Weblink
- Website der Human Fertilisation and Embryology Authority